# Åke Svensson (jurist)
Åke Svensson, född 6 januari 1908 i Locknevi socken, död 23 oktober 1985. var en svensk jurist som var borgmästare i Halmstads stad från 1957 till 1970 och lagman i Halmstads tingsrätt från 1971 till 1975.
Svensson blev juris kandidat vid Lunds universitet 1932 och genomförde sin tingstjänstgöring 1932–1935 innan han 1936 blev fiskal i Göta hovrätt. Han blev rådman i Halmstads rådhusrätt 1946 oh borgmästare där 1957. Han var lagman i Halmstads tingsrätt 1971-1975.
Svensson var son till agronom Johan Magnus Svensson och hans maka Selma, född Johansson. Han var från 1944 gift med Anna-Greta, sjukgymnast, född Lindström 1923.